# Gniazdo Sokolników
Gniazdo Sokolników to wyspecjalizowana sekcja Polskiego Związku Łowieckiego skupiająca miłosników sokolnictwa. 

Jego pełna nazwa brzmi "Krajowy Klub Sokolników i Ochrony Ptaków Drapieżnych Polskiego Związku Łowieckiego - Gniazdo Sokolników". 

Powstało w 1972 roku z inicjatywy Czesława Sielickiego, Założycielami byli ponadto Zygmunt Pielowski, Wacław Lesiński i Andrzej Mania. Wśród pierwszych członków Gniazda Sokolników byli także uczniowie Technikum Leśnego w Tucholi, w którym rok wcześniej Czesław Sielicki stworzył Szkolne Koło Sokolników "Raróg".

Od 1973 roku corocznie organizuje Międzynarodowe Łowy z Sokołami, z jednym wyjątkiem w 2006 roku (w związku z ptasią grypą). 

Sokolniczymi (prezesami) Gniazda Sokolników byli Zygmunt Pielowski, Czesław Sielicki, Antoni Szumełda, Grzegorz Wiśniewski, Marek Cieślikowski, Marek Pińkowski, Henryk Mąka, Paweł Kowalski.

Zrzesza około 100 członków. Pełne członkostwo dostępne jest jedynie dla członków PZŁ.

Gniazdo Sokolników jest członkiem   Międzynarodowego Stowarzyszenia Sokolnictwa i Ochrony Ptaków Drapieżnych (International Association for Falconry and Conservation of Birds of Prey - IAF).

Do zadań Gniazda Sokolników zgodnie z jego regulaminem należą:

a) kultywowanie tradycji polowań z ptakami łowczymi,

b) współpraca z władzami publicznymi, jednostkami organizacyjnymi LP, parkami narodowymi i innymi organizacjami w celu zachowania i rozwoju zagrożonych gatunków zwierząt, a w szczególności ptaków drapieżnych,

c) pielęgnowanie historycznych wartości kultury materialnej i duchowej sokolnictwa,

d) troska o rozwój łowiectwa, a w szczególności sokolnictwa,

e) ustalanie kierunków i zasad rozwoju sokolnictwa,

f) czuwanie nad przestrzeganiem przez członków Gniazda Sokolników prawa, zasad etyki, obyczajów i tradycji sokolniczych oraz łowieckich,

g) organizowanie szkoleń w zakresie prawidłowego utrzymywania i układania ptaków łowczych,

h) prowadzenie działalności wydawniczej i wystawienniczej o tematyce sokolniczej,

i) współpraca z pokrewnymi organizacjami w kraju i za granicą,

j) wspieranie hodowli i reintrodukcji ptaków drapieżnych,

k) realizacja innych zadań dotyczących sokolnictwa i ochrony ptaków drapieżnych zleconych przez Zarząd Główny PZŁ i Ministerstwo Środowiska.

Gniazdo Sokolników uczestniczy w pracach Programu Restytucji Populacji Sokoła Wędrownego w Polsce.